# Domaine de Chōfu
Le domaine de Chōfu (長府藩, Chōfu-han) est un domaine féodal japonais de l'époque d'Edo situé dans la province de Nagato (de nos jours préfecture de Yamaguchi).

## Liste de daimyos
- Clan Mōri (tozama daimyo ; 60 000→50 000→38 000→47 000→50 000 koku)

1. Hidemoto
2. Mitsuhiro
3. Tsunamoto
4. Mototomo
5. Motonori
6. Masahiro
7. Morotaka
8. Masataka
9. Masamitsu
10. Masayoshi
11. Motoyoshi
12. Motoyuki
13. Motochika
14. Mototoshi

## Source de la traduction
- (en) Cet article est partiellement ou en totalité issu de l’article de Wikipédia en anglais intitulé « Chōfu Domain » (voir la liste des auteurs).